# Eriocaulon novoguineense
Eriocaulon novoguineense är en gräsväxtart som beskrevs av Pieter van Royen. Eriocaulon novoguineense ingår i släktet Eriocaulon och familjen Eriocaulaceae. Inga underarter finns listade i Catalogue of Life.